# Johnny Wright Sol
Johnny Wright Sol (San Salvador, El Salvador) es un politólogo, empresario, administrador, activista social y político que se desempeña actualmente como el único diputado del partido político progresista Nuestro Tiempo para el periodo 2021-2024 por el departamento de San Salvador del cual, también es cofundador, logrando ganar una curul en las elecciones legislativas y municipales de 2021.
Es el primer diputado que pertenece a la comunidad LGBTIQ+ electo en la historia del país, además de ser un civil de la diáspora salvadoreña.

## Biografía

### Estudios
Posee una Licenciatura en Ciencias Políticas por The George Washington University (2002-2006) y una Maestría en Administración de Empresas (2006-2011) por la misma casa de estudios.
De igual forma tiene una formación como Bombero y Técnico en Emergencias Médicas del Condado de Fairfax, Virginia (2007-2010).

### Trayectoria política
Se desempeñó como diputado propietario en la Asamblea Legislativa para el periodo 2015-2018 bajo la bandera del partido ARENA, partido del cual renunció en 2018 por diferencias ideológicas, llegando en 2019 a cofundar junto al exdiputado de ARENA Juan Valiente, el partido Nuestro Tiempo.
Durante su primer periodo como diputado, fue secretario de la Comisión Legislativa de Medio Ambiente y Cambio Climático, y vocal de la Comisión de Relaciones Exteriores, Integración Centroamericana y Salvadoreños en el Exterior.

#### Propuestas legislativas (2015-2018)
En su primer periodo como diputado alcanzó notoriedad al impulsar y promover leyes progresistas a pesar de militar en un partido tradicionalmente conservador, entre las más destacadas están:
- Ley para despenalizar el aborto bajo las causales de violación de una menor y cuando la salud de la madre corriese peligro.[5]
- Apoyó una iniciativa de Ley de Salud Mental y Ley de Probidad.
- Apoyó una reforma a la Ley de incentivos fiscales para el fomento de las energías renovables en la generación de electricidad.
- Presentó una iniciativa de reforma a la Ley General de Educación. Se incluye en el currículo nacional una materia obligatoria de "Moral, Urbanidad y Cívica", que permite el desarrollo individual y comunitario de los estudiantes.

#### Candidatura a diputado por Nuestro Tiempo
Para las elecciones legislativas y municipales de 2021 ocupaba la primera casilla del listado para el departamento de San Salvador, siendo el único diputado electo a nivel nacional bajo la bandera del partido que recién había sido acreditado por el Tribunal Supremo Electoral.
Entre las propuestas de campaña por las que lucharía si llegase a ser electo para un segundo periodo fueron:
- Aprobación de una Ley de Agua. Reconocer el agua como un derecho humano.
- Fortalecimiento de la unidad especializada anticorrupción al interior de la Fiscalía General de la República (FGR). Garantizar que su financiamiento sea independiente.
- Fortalecer el Instituto de Acceso a Información Pública. Garantizar que se mantenga como una institución autónoma.
- Ley de Protección Integral para Periodistas. Garantizar la libertad de prensa en El Salvador.
- Promover una Ley de Reforma Educativa. Evaluar desde la metodología hasta los métodos de evaluación.

Actualmente, para el periodo legislativo 2021-2024 integra las comisiones de Salud; Juventud y Deportes; y Seguridad Pública y Combate a la Narcoactividad.
Ha participa en múltiples marchas junto a organizaciones políticas y de la sociedad civil, demostrando su rechazo ante la ruta autoritaria que fomenta el Gobierno del Presidente Nayib Bukele.
En una entrevista dijo no buscar la reelección para un tercer mandato como diputado.
En una entrevista dijo retirarse oficialmente de la política luego de su segunda legislatura, esto luego de sentir frustración al no concretar ninguna de sus propuestas Legislativas debido a que el oficialismo nunca las debatió ni colocó como parte de la sesión plenaria.
A inicios de septiembre de 2023 presentó un paquete de 6 iniciativas de ley a favor de las mujeres y un recomendable para la ratificación del Acuerdo 189 de la Organización Internacional del Trabajo (OIT) sobre el trabajo doméstico denominado "Hacia una Igualdad Real: Iniciativas Legislativas por la Igualdad".
Estas propuestas de ley son: Ley de Sueldos Iguales, Ley de Igualdad en la Toma de Decisiones, Ley de Justicia y Reparación para Víctimas de Feminicidio; reformas al Código Penal orientada a brindarles una segunda oportunidad a víctimas de violencia sexual y que la interrupción del embarazo no sea punible en los casos que sea por un hecho de violencia sexual y violencia sexual agravada en perjuicio de niñas y adolescentes; la siguiente es una Ley Especial en Educación Integral en Sexualidad; y por último la Ley Especial de Comprensión para Menstruantes.

### Trayectoria laboral
Fue propietario de la empresa Productos Ibéricos S. A. de C. V. de 2014-2017.
Ha sido Gerente de Proyectos de Asociación Horatio Alger en Alexandria, Virginia de mayo de 2007 - agosto de 2007.

## Historial electoral

### Elecciones Parlamentarias
|  | 13.53 % |

|  | 3.016 % |

## Ideología
Aboga junto a su partido la salida de El Salvador como miembro del Parlamento Centroamericano por considerarlo un nido donde llegan a adquirir fuero los corruptos. Está a favor de la despenalización del aborto, la legalización de la marihuana como uso recreativo y medicinal, aboga por los derechos de la comunidad LGBT+ y el matrimonio igualitario entre personas del mismo sexo y está a favor de la Ley de Identidad de Género y la no discriminación para estos grupos. También busca llevar al país en una ruta libre de violencia y protección hacia las mujeres.
Está en contra de la implementación del régimen de excepción impulsado por el presidente Nayib Bukele como única medida para combatir los grupos delictivos o maras. Apoya un estado de derecho soberano, participativo, plural y democrático; libre de violencia, mayor acceso a la salud, educación y protección al medio ambiente y a los derechos laborales y de la sociedad en general bajo los valores de justicia independiente.

## Controversias

### Posible conflicto de interés
Durante su legislatura bajo la bandera del partido ARENA fue duramente criticado cuando durante una sesión en la Comisión de Medio Ambiente y Cambio Climático, en 2017, presentó una propuesta de Ley Integral de Aguas en El Salvador en la que se proponía que en el ente rector tuviera más participación la empresa privada que el Gobierno. La propuesta establecía que en la junta directiva del ente rector hubiera dos representantes a propuesta de la Asociación Nacional de la Empresa Privada (ANEP). La propuesta fue criticada como un intento de privatizar el agua a propuesta de un diputado con vínculos a la industria cañera, una industria con intereses de por medio.
En 2016, la Fiscalía General de la República demandó a Juan Tennant Wright Castro, empresario cañero y padre de Wright, por daños causados al ambiente por la descarga de melaza en los ríos La Magdalena y los ríos Grande, Chingo y Paz, además de los daños causados en las comunidades aledañas. Esto ocurrió meses después de que Johnny lanzara una campaña para la preservación de agua.
De igual forma su padre fue demandado y acusado por lavado de dinero y recibido luego demandas por difamación .

### Voto de la Ley General de Recursos Hídricos
Durante la votación y discusión en la plenaria de finales de 2021 Johnny Wright dio su voto para aprobar la controversial Ley General de Recursos Hídricos criticada por favorecer los intereses empresariales y de mantener una “privatización disfrazada”, según se pronunciaron las diferentes organizaciones ambientalistas.

### Vida privada
En mayo de 2022 se hicieron públicas unas fotos y vídeos de Wright al lado de un hombre como su supuesta pareja. Luego de unos días de silencio el diputado confirmó la veracidad de su relación y dijo sentirse orgulloso y seguro de ser quien es; llegó a recibir apoyo tanto de sus amistades y militantes del partido como de la misma comunidad LGBT+ y múltiples usuarios en redes; así como llegó a recibir comentarios de odio por parte de otros usuarios. Convirtiéndose así en el primer diputado abiertamente perteneciente a la comunidad LGBT+ en la historia de El Salvador.